# Rośliniarki
Rośliniarki (Symphyta) – podrząd owadów z rzędu błonkoskrzydłych. 
Na świecie stwierdzono ponad 8850 gatunków zaliczanych do rośliniarek, zgrupowanych w ponad 800 rodzajów. Jest to najstarsza ewolucyjnie gałąź błonkówek. 

## Opis
Owady dorosłe wyróżniają się od innych błonkówek odwłokiem połączonym sztywno i szeroko (bez przewężenia) z tułowiem, piłkowanym pokładełkiem samic oraz bardziej kompletnym użyłkowaniem skrzydeł.
Larwy rośliniarek przypominają gąsienice motyli, różniąc się jednak od nich m.in.: wyraźnie członowanymi obiema parami głaszczków, tylko jedną parą przyoczek bocznych oraz obecnością co najmniej 6 par posuwek na odwłoku (u form minujących posuwki mogą jednak nie występować). 

## Biologia i ekologia
Larwy większości gatunków są fitofagami, często żerującymi na liściach. W lasach półkuli północnej są drugą najliczniejszą grupą foliofagów po motylach. Jedyną rodziną, w której larwy są parazytoidami, są wnikowate.
Samice wykonują nacięcia piłkowanym pokładełkiem w tkance roślin żywicielskich i do nich składają jaja. Z niezapłodnionych jaj wylęgają się samce, a z zapłodnionych samice. W większości przypadków larwy samców przechodzą 5, a larwy samic 6 stadiów rozwojowych. W pełni wyrośnięte larwy zwykle zakopują się w glebie lub ściółce, gdzie przechodzą stadium przedpoczwarki i poczwarki.

## Systematyka
Podrząd rośliniarek dzielony jest na nadrodziny i rodziny:

obeliskiem (†) oznaczono rodziny wymarłe
- Anaxyleoidea
  - Anaxyelidae
- Cephoidea - ździeblarzowce
  - Cephidae – ździeblarzowate
  - †Sepulcidae – sepulkowate
- †Karatavitoidea
  - Karatavitidae
- Orussoidea – wnikowce
  - Orussidae – wnikowate[4]
  - †Paroryssidae
- Pamphilioidea – osnujowce
  - Megalodontesidae – szarżnikowate[5]
  - Pamphiliidae – niesnujowate
  - †Xyelydidae
- Siricoidea – trzpiennikowce
  - †Daohugoidae
  - †Praesiricidae
  - †Protosiricidae
  - †Pseudosiricidae
  - †Sinosiricidae
  - Siricidae – trzpiennikowate
  - Xiphydriidae – buczowate[4]
- Tenthredinoidea – pilarzowe
  - Argidae - obnażaczowate
  - Blasticotomidae - wietlicznikowate
  - Cimbicidae – bryzgunowate
  - Diprionidae - borecznikowate
  - †Electrotomidae
  - Pergidae
  - Tenthredinidae – pilarzowate
  - †Xyelotomidae
- Xyeloidea – okrzeszowce
  - Xyelidae – okrzeszowate[5]